# Mike Penders
Mike Penders, né le 31 juillet 2005 à Maasmechelen en Belgique, est un footballeur belge qui joue au poste de gardien de but au RC Strasbourg, en prêt du Chelsea FC.

## Biographie

### En club

#### KRC Genk (2018-2025)
Mike Penders débute le football au sein des clubs de jeunes de Boorsem Sport et Bregel Sport, avant de rejoindre l’académie du KRC Genk en 2018. Le 30 avril 2021, il signe son premier contrat professionnel avec le club et prolonge son engagement jusqu’en 2025, le 25 mai 2022.
Lors de la saison 2022-2023, il est promu en équipe des moins de 23 ans, le Jong Genk, et fait ses débuts face au Lierse Kempenzonen (victoire, 4-1),,. Le 23 août 2023, il prolonge à nouveau son contrat, cette fois jusqu’en 2028, et est nommé capitaine du Jong Genk pour la saison 2023-2024.
À la suite du départ de Maarten Vandevoordt et de la blessure d’Hendrik Van Crombrugge, Mike Penders fait ses débuts officiels avec l’équipe première du KRC Genk, le 28 juillet 2024, face au Standard de Liège, lors de la première journée de Jupiler Pro League (partage, 0-0),. Âgé de 18 ans et 363 jours, il devient alors le troisième plus jeune gardien de but de l’histoire du championnat belge à disputer une rencontre de première division.

#### Chelsea FC (depuis 2025)
Le 27 août 2024, le Chelsea FC annonce que Mike Penders rejoindra le club londonien à l’été 2025,. Il prend place sur le banc lors de la finale de la Coupe du monde des clubs face au Paris Saint-Germain, sans entrer en jeu.

##### Prêt au RC Strasbourg
Le 28 juillet 2025, le RC Strasbourg annonce le prêt de Mike Penders par Chelsea,.

### En sélections nationales
Mike Penders est international chez les jeunes avec la Belgique entre 2021 et 2024. En 2023, il est appelé chez les moins de 19 ans pour disputer le tour élite des éliminatoires de l'Euro U19 2024, où il porte le brassard de capitaine.